# Пьотър Дукмасов
Пьотър Архипович Дукмасов (на руски: Пётр Архипович Дукмасов) е руски офицер, есаул. Участник в Руско-турската война (1877 – 1878).

## Биография
Пьотър Дукмасов е роден на 25 юни 1854 г. в станица Уст-Бистрянска, Област на Донската войска, в семейството на потомствен казашки дворянин. Ориентира се към военното поприще според казашката традиция. Служи в 6-и Донски казашки полк (1872). Учи във военна прогимназия във Волск. Завършва Варшавското пехотно училище и е произведен в първо офицерско звание хорунжий с назначение в 26-и Донски казашки полк (1876).
Участва в Руско-турската война (1877 – 1878). Бие се храбро при превземането на Търново и борбата при Нова Загора. Награден е със златно оръжие „За храброст“. Назначен е за ординарец на генерал-майор Михаил Скобелев. Отличава се в боя при Ловеч на 23 август 1877 г. и третата атака на Плевен. За отличие при зимното преминаването на Химитлийския проход е награден с орден „Свети Георги“ IV степен (1877). Повишен е във военно звание корнет с назначение в лейбгвардейския Казашки полк (1878).
Излиза в оставка с военно звание есаул през 1880 г.
Автор е на спомените „Със Скобелев в огъня“, които съдържат личното участие и автентични свидетелства за войната.
Умира през 1891 г. в станица Уст-Бистрянска.
Пьотър Дукмасов е прототип на полковник Дукмасов от руско-българския филм „Героите на Шипка“, на режисьора Сергей Василиев. Ролята се изпълнява от българския актьор Ганчо Ганчев. Прототип е на Прохор Ахрамеевич Гукмасов един от ординарците на генерал-майор Михаил Скобелев в романа на Борис Акунин и едноименния руско-български филм на режисьора Джаник Файзиев „Турски гамбит“. Ролята се изпълнява от руския актьор Виктор Бичков.